# Alfred Musil

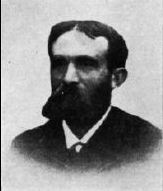
Alfred Musil

Alfred Musil (* 10. August 1846 in Temeswar, Kaisertum Österreich; † 1. Oktober 1924 in Brünn) war ein österreichischer Ingenieur und Professor für Maschinenbau an der Deutschen Technischen Hochschule Brünn.

## Leben
Alfred Musil war ein Sohn des Regimentsarztes Mathias Musil (1806–1889) und der aus Salzburg stammenden Aloisia Haglauer (1814–). Er hatte vier Geschwister, sein ältester Bruder Rudolf von Musil wurde Berufssoldat. Bereits 1848 wurde der Vater nach Graz versetzt, wo Alfred Musil aufwuchs und von 1865 bis 1867 ein Studium zum Maschinenbauingenieur an der Technischen Hochschule Graz absolvierte. Danach ging Musil für zwei Jahre nach Troisdorf, wo er in der Maschinenfabrik der Friedrich-Wilhelms-Hütte als Konstrukteur Arbeit fand. Von 1869 bis 1872 war er Assistent an der Technischen Hochschule Graz, anschließend technischer Inspektor der Dampfkessel-Untersuchungs- und Versicherungsgesellschaft in Brünn. Seit 1873 arbeitete er in Klagenfurt für die Hüttenberger Eisenwerks-Gesellschaft AG.
Im Jahr 1881, ein Jahr nach der Geburt des Sohnes und späteren Schriftstellers Robert (1880–1942), zog die Familie nach Komotau in Böhmen, wo Alfred Musil als Direktor für die Mechanische Lehrwerkstätte arbeitete. Nach einem erneuten Arbeitsplatzwechsel lebte die Familie ab 1882 in Steyr in Oberösterreich, wo Alfred Musil zum Leiter der Fachschule für Eisen- und Stahlindustrie berufen wurde. 1891 wurde Alfred Musil Professor für Maschinenbau an der Deutschen Technischen Hochschule Brünn.
Am 22. Oktober 1917 wurde Musil geadelt und durfte das Wappen seines bereits geadelten Bruders Rudolf von Musil sowie das Prädikat Edler von führen. Der Titel war erblich und konnte auch vom Sohn geführt werden. Mit den Adelsaufhebungsgesetzen in der Republik Österreich 1919 und in der Tschechoslowakei erlosch dieses Vorrecht. 
Im Jahr 1917 wurde Alfred Musil emeritiert, er lehrte aber weiterhin bis zu seinem Tode in den Fächern Maschinenelemente und Konstruieren.
Alfred Musil war seit dem 26. Oktober 1874 mit Hermine geb. Bergauer (* 18. Oktober 1853; † 24. Januar 1924), der Tochter des Eisenbahnpioniers Franz Xaver Bergauer, verheiratet.

## Auszeichnungen
- 1889: Franz-Joseph-Orden
- 1908: Hofrat